# Schutzgemeinschaft der Kapitalanleger
Die Schutzgemeinschaft der Kapitalanleger (SdK) wurde 1959 als Schutzgemeinschaft der Kleinaktionäre e. V. gegründet mit dem Ziel, die Rechte und Interessen der Minderheitsaktionäre zu stärken. Sie ist die zweitstärkste deutsche Aktionärsvereinigung nach der Deutschen Schutzvereinigung für Wertpapierbesitz. 2004 erfolgte aufgrund des gewachsenen Tätigkeitsspektrums die Umbenennung zum heutigen Namen. Die SdK gibt als Schwerpunkt der Vereinsarbeit den „Schutz der Minderheitsaktionäre sowie Engagement für eine Fortentwicklung der Aktienkultur und des Anlegerschutzes“ an. Laut Satzung besteht der Zweck der SdK darin, die Interessen von Aktionären, insbesondere von Minderheitsaktionären sowie von anderen Anlegern vor allem durch Aufklärung und Beratung wahrzunehmen, Mitglieder oder Stimmengeber gegenüber dem Gesetzgeber, Mehrheitsaktionären oder Unternehmensleitungen zu vertreten und das Privateigentum zu schützen.

## Organisationsstruktur
Die drei Vorstände, die jeweils verschiedene Ressorts innerhalb der Vereinsarbeit federführend betreuen, leiten den Verein gemeinsam.

### Sprecher
Für die SdK sind ca. 50 ehrenamtliche Sprecher tätig, die die Interessen von Kapitalanlegern und Streubesitzaktionären auf jährlich rund 500 Hauptversammlungen börsennotierter deutscher Aktiengesellschaften vertreten. Dort nehmen sie das Rederecht wahr und nehmen zu den Jahresabschlüssen und der Lage der Gesellschaft Stellung. Die Sprecher vertreten entsprechend den SdK-Abstimmungsrichtlinien die Stimmen der Mitglieder und Stimmrechtsgeber auf den Hauptversammlungen. Zu den Aufgaben der Sprecher gehört es, in begründeten Fällen im Vorfeld Gegenanträge zu stellen, auf der Versammlung bei strittigen Punkten Widerspruch zu Protokoll zu geben oder, falls nötig, Sonderprüfungen zu beantragen. Die Qualifikation zur Einschätzung der Unternehmenssituation entspringt dabei aus den in Studium und Beruf gesammelten Kenntnissen; unter den Sprechern der SdK finden sich beispielsweise Rechtsanwälte, Volks- und Betriebswirte, Steuerberater, Wirtschaftsprüfer, Bank- und Industriekaufleute.

### Mitglieder
Mitglieder der SdK können natürliche und juristische Personen sein, sofern ihre Mitgliedschaft nicht dem Zweck des Vereines zuwiderläuft. Dazu gehören auch Unternehmen, Personenvereinigungen, Investmentclubs, Vereine, Anstalten und Stiftungen. Voraussetzung für die Mitgliedschaft ist ein Aufnahmeantrag, über den der Vorstand der SdK entscheidet. Der Verein hat Mitglieder, aktive Mitglieder, Ehrenmitglieder sowie Fördermitglieder. Jedes Mitglied hat Anspruch auf Übermittlung der von der SdK herausgegebenen Publikationen und auf Vertretung seiner Aktien auf Hauptversammlungen nach Maßgabe der Richtlinien der SdK.
Die SdK hat nach eigenen Angaben etwa 10.000 direkte und (über Investmentclubs) indirekte Mitglieder.

### Geschäftsstelle und Hauptstadtvertretung
Die Geschäftsstelle der SdK befindet sich in München. Die dort anfallenden Aufgaben beinhalten die Mitgliederverwaltung und -betreuung, die Bearbeitung und Beantwortung aller eingehenden Anfragen, die Koordination und Einteilung der Hauptversammlungsbesuche sowie deren Nachbearbeitung, die Verwaltung der übertragenen Stimmrechte zu Hauptversammlungen, das Veranstaltungsmanagement, die Herausgabe der Mitgliederzeitschrift „AnlegerPlus“ (früher „AktionärsReport“) sowie weitere verwaltungstechnische Aufgaben zum Betrieb der Vereinsarbeit.
Die SdK hat zusätzlich eine Hauptstadtvertretung in Berlin. Von dieser Stelle aus wird die politische Arbeit des Vereins vorangetrieben; hierzu gehören die Ausschussarbeit und die Stellungnahme bei Gesetzesentwürfen (beispielsweise zum Kapitalanleger-Musterverfahrensgesetz). Vertreter der SdK in Berlin ist der Rechtsanwalt Marc Liebscher.

## Aktivitäten
Die Vertreter der SdK besuchen im Jahr rund 500 Hauptversammlungen von in Deutschland börsennotierten Aktiengesellschaften. Die Sprecher des Vereins nehmen dort ihr Rederecht wahr und vertreten die der SdK übertragenen Stimmrechte. Auch begründete Weisungen zur Stimmabgabe werden von der SdK ausgeführt, wenn sie mit den Abstimmungsrichtlinien der Schutzgemeinschaft konform gehen. Im Vorfeld der Hauptversammlungen, die besucht werden sollen, veröffentlicht die SdK ihr geplantes Abstimmungsverhalten.
Eine der Hauptaufgaben der SdK ist die Rechtsfindung in grundsätzlichen aktienrechtlichen Fragen durch das Führen gerichtlicher Verfahren. Zudem wirkt sie durch die Mitgliedschaft in maßgeblichen Kommissionen und Räten teilweise direkt am Gesetzgebungsverfahren mit; Vertreter der SdK werden in vielen Fällen als Sachverständige zu Gesetzesinitiativen geladen. An die Öffentlichkeit tritt der Verein außerdem mit Stellungnahmen zu Gesetzesinitiativen, die auf der Internetseite veröffentlicht und in den Medien diskutiert werden. Im Falle eklatanter Verletzungen der Interessen des Streubesitzes strengt die SdK Anfechtungsklagen an oder leitet Spruchverfahren ein, um beispielsweise im Falle zu geringer Abfindungszahlungen eine Erhöhung des Ausgleichsbetrags für die betroffenen Aktionäre zu erreichen. Auch bei Fragen zu Sammelklagen in den USA, sogenannten Class Actions, bietet die SdK ihren Mitgliedern Unterstützung an.
Die SdK bzw. deren Sprecher werden im Rahmen von Insolvenzverfahren zu Mitgliedern des Gläubigerausschusses bestellt. Unter anderem hat die SdK im Insolvenzverfahren über das Vermögen der Prokon Regenerative Energien GmbH die Interessen von rund 75.000 Kleinanlegern im Gläubigerausschuss vertreten. Darüber hinaus bietet die SdK eine kostenlose Stimmrechtsvertretung auf Gläubigerversammlungen an.
Über die Publikationen des Vereins und seine Internetseite betreibt die SdK Anlegerschulung, hierzu gehört die Aufklärung der Kapitalanleger über ihre rechtliche Situation, besonders im Hinblick auf die aktuelle Gesetzgebung, sowie die Vorstellung und Erläuterung von Anlageprodukten in der Mitgliederzeitschrift „AktionärsReport“, die neunmal im Jahr erscheint.
Zu Jahresbeginn veröffentlicht die SdK alljährlich das „Schwarzbuch Börse“, eine Sonderausgabe der Mitgliederzeitschrift mit dem Untertitel „Die Schattenseiten des Kapitalmarkts“. Hier werden Skandale, Pleiten und Problemfälle des vergangenen Börsenjahres exemplarisch hervorgehoben, mit dem Zweck, den Blick der Anleger für Gefahrenquellen am Kapitalmarkt zu schärfen. Für Mitglieder des Vereins besteht eine sogenannte „Rechtshotline“, über die eine anwaltliche Erstberatung zu Fragen in Bezug auf die Kapitalanlage angeboten wird.
In Kooperation mit lokalen Banken führt die SdK in ganz Deutschland Unternehmenspräsentationen durch, im Rahmen derer sich Anleger ein eigenes Bild von deutschen Aktiengesellschaften machen können. Hierzu werden gewöhnlich drei Gesellschaften eingeladen, deren Finanz- oder Investor-Relations-Manager das Unternehmen in einem kleinen Rahmen persönlich vorstellen. So besteht für die Aktionäre auch die Möglichkeit, mit eigenen Fragen direkt an die Vertreter der Gesellschaften heranzutreten.

## Mitgliedschaften
Vertreter der SdK haben Sitz und Stimme in folgenden Gremien:
- Börsensachverständigenkommission (BSK)
- Deutsche Prüfstelle für Rechnungslegung
- Deutsches Rechnungslegungs Standards Committee (DRSC)
- European Corporate Governance Institute (ECGI)
- Übernahmebeirat und Widerspruchsausschuss des BaFin,
- Vereinigung Baden-Württembergische Wertpapierbörse e. V.

## Kritik und Gerichtsverfahren
In den letzten Jahren war die SdK in Bezug auf negative Kursverläufe einzelner Gesellschaften in die Kritik geraten. Sie war dem Vorwurf ausgesetzt, das persönliche Wohl einiger ihrer Mitarbeiter in den Mittelpunkt ihrer Aktivitäten zu stellen, statt die Belange der Privatanleger zu vertreten. Die SdK weist darauf hin, dass sich Anlegerschutzvereinigungen bei ihrer Arbeit in einem schwierigen Spannungsfeld bewegen und Kursverluste von Gesellschaften mit Missständen korrelieren, auf welche die SdK hinweist. Bei der Kritik in den Medien werden nach Ansicht der SdK häufig pauschal die SdK und private Engagements ehrenamtlicher SdK-Vertreter miteinander vermengt.
Im Januar 2012 begann vor dem Münchner Landgericht ein Prozess wegen Insiderhandels. Angeklagt waren eine Reihe von Börsenhändlern und Finanzjournalisten, unter anderem der ehemalige SdK-Vizechef Markus Straub und der frühere Sprecher der Schutzvereinigung Christoph Öfele sowie der mit ihnen eng verbandelte Herausgeber von Börsenbriefen und Finanzinvestor Tobias Bosler. Sie sollen durch Insiderhandel und Kursmanipulationen von kleinen Unternehmen Gewinne im zweistelligen Millionen-Bereich gemacht haben. Im Laufe des Jahres 2012 kam es zu mehreren Verurteilungen mit Haft- und Geldstrafen, auch für Straub, Bosler und Öfele. Bedeutende bzw. aufgrund einer Insolvenz ehemals bedeutende Aktiengesellschaften, mit deren zurückliegenden negativen Kursverläufen die SdK in Verbindung gebracht wurde, sind Solar Millennium, MLP und Thielert.

### Thielert AG
Im Fall der Thielert AG hatte die SdK die Öffentlichkeit im Herbst 2006 und im Schwarzbuch Börse 2006 vor Bilanzmanipulationen und einem möglichen Totalverlust in der Thielert-Aktie gewarnt. Der Kurs brach daraufhin kurzzeitig ein, erholte sich aber zunächst rasch wieder. Inzwischen wurden die Bilanzen der Jahre 2003–2005 der Thielert AG in erster Instanz gerichtlich für fehlerhaft und nichtig erklärt. Am 1. Juli 2008 wurde das Insolvenzverfahren über das Vermögen der Thielert AG eröffnet. Die Aktie notiert im April 2009 bei ca. 31 Cent. Dem damaligen SdK-Vorstandsmitglied Markus Straub wurde vorgeworfen, nach der Veröffentlichung der Vorwürfe der SdK gegen Thielert Shortpositionen in der Aktie aufgebaut zu haben.
Die Vorwürfe der SdK stellten sich zu einem späteren Zeitpunkt im Wesentlichen als richtig heraus. So wurde Frank Thielert im Jahr 2016 vom Landgericht Hamburg wegen gewerbs- und bandenmäßigen Betrugs sowie Urkundenfälschung zu vier Jahren Haft verurteilt. Dabei wurde festgestellt, dass der Gründer des Flugzeugmotorenherstellers durch Scheinbuchungen die Situation des Unternehmens positiver dargestellt hat als sie war und gegenüber mehreren Banken bei Verhandlungen über einen 24,3 Millionen Euro schweren Kredit eine entsprechende Bonität des Unternehmens vorgetäuscht haben. Der Bundesgerichtshof hat auf die Revision der Verteidigung hin das Urteil zum Teil aufgehoben. Bestand hat lediglich die Verurteilung wegen Urkundenfälschung, während der Fall hinsichtlich der Vorwürfe zum gewerbs- und bandenmäßigen Betrug neu aufgerollt wird.

### MLP AG
In Bezug auf die MLP AG wurden der SdK im Jahr 2002 Verbindungen zum Anlegermagazin Börse Online zum Vorwurf gemacht, nachdem Börse Online im Mai 2002 über angebliche Bilanzmanipulationen bei MLP berichtet hatte. MLP warf dem SdK-Vorstandsmitglied Markus Straub vor, unter einem Pseudonym an Artikeln des Anlegermagazins mitgewirkt zu haben. Die SdK wies die Vorwürfe zurück; man habe lediglich Gespräche mit Börse Online über die zusammengetragenen Informationen geführt, wie auch mit anderen Medien. Straub ordnete die Beschuldigungen in die Strategie von MLP ein, „überall Nebenkriegsschauplätze auf[zu]reiße[n], um von den entscheidenden Vorwürfen abzulenken.“

### Wirecard
Im Jahr 2008 geriet die SdK im Fall von Wirecard in die Kritik. Markus Straub, damals noch Vorstandsmitglied der SdK, ging Mitte Mai 2008 eine Position in der Wirecard-Aktie ein, die von fallenden Kursen profitierte. Im selben Jahr erhob die Schutzgemeinschaft den Vorwurf, Wirecard würde seine Bilanzen verfälschen, was zu einem Kursverlust der Aktie führte. Straub erklärte im Juli 2008 im Zusammenhang mit diesem Vorfall seinen Rücktritt als stellvertretender Vorsitzender der SdK, um Schaden von der SdK fernzuhalten.
SdK reagierte auf diese Vorfälle, indem eine Offenlegungspflichten hinsichtlich Aktienbesitz für den Vorstand eingeführt wurde und keine Shortpositionen mehr gehalten werden dürfen, wenn auf der jeweiligen Hauptversammlung gesprochen wird.
Im September 2010 wurden Ermittlungsverfahren gegen vier aktive und ehemalige Funktionäre der SdK aufgenommen, darunter der Vorstandsvorsitzende Klaus Schneider und sein ehemaliger Stellvertreter Markus Straub. Ihnen wurden Kursmanipulationen im Zusammenhang mit dem Finanzdienstleister Wirecard zur Last gelegt. Straub und der ehemalige SdK-Funktionär Tobias Bosler wurden daraufhin in Untersuchungshaft genommen. Im Januar 2012 begann der Prozess gegen Straub, Öfele und Bosler vor dem Landgericht München I. Das Verfahren zur Manipulation der Wirecard-Aktie war zuvor im Dezember 2011 abgetrennt worden, da der damalige SdK-Vorstandsvorsitzende Harald Petersen als einer von drei Anwälten die Verteidigung Straubs übernommen hatte. Wegen Manipulationen an 21 anderen Firmen wurde Straub im April 2012 zu zwei Jahren und drei Monaten, Bosler zu drei Jahren Gefängnis verurteilt.